# Исцеленнов, Николай Иванович
Николай Иванович Исце́леннов (Исцеле́нов) (31 мая (12 июня) 1891, Иркутск — 24 февраля 1981, Сент-Женевьев-де-Буа) — русский, советский и французский архитектор, реставратор, живописец и книжный график. Автор церковных и гражданских сооружений во Франции и Бельгии.

## Биография
Родился 31 мая (12 июня) 1891 года в Иркутске в семье купца 2-й гильдии Ивана Фёдоровича Исцеленнова (Исцеленного) (1859—1916), городского головы Иркутска в 1907—1910 годах. В 1909 году, после окончания гимназии в Иркутске, поступил на архитектурное отделение Высшего художественного училища при Императорской Академии художеств (ВХУ) в Санкт-Петербурге. В годы учёбы в ВХУ участвовал в реставрации Ипатьевского монастыря в Костроме (1911), работал помощником архитекторов В. А. Покровского, А. В. Щусева, Д. В. Милеева и С. С. Кричинского на постройке храмов, разработал проект церкви Общества трезвости для парохода, ходившего по северным рекам. Со слов самого Исцеленнова, он стал автором Николо-Александровского храма Императорского православного палестинского общества в Санкт-Петербурге (1913—1915, снесён в 1932), однако проект был подписан архитектором Кричинским, «потому что тогда я был слишком молод для того, чтоб быть ответственным за постройку храма». Окончил Академию в 1917 году, получив звание художника-архитектора за выполненный проект Военно-исторического музея.
После окончания Высшего художественного училища переехал в Москву. В 1919—1920 годах участвовал в работе Живскульптарха при отделе изобразительных искусств Наркомпроса — первой новаторской организации советских архитекторов; являлся членом архитектурно-художественного отдела Наркомпроса. Работал мастером в архитектурно-художественной мастерской Моссовета под руководством И. В. Жолтовского, художником-зодчим Архитстроя, в Управлении городского и сельского строительства (Угорсельстрой) Комгосоора. Во время работы в Угорсельстрое занимался разработкой градостроительных проектов.
В феврале 1920 года вместе с матерью по льду Финского залива нелегально перешёл границу с Финляндией, где жила сестра Исцеленнова — жена финского дипломата. Поселился в Хельсинки и в том же году женился на художнице М. А. Лагорио (1893—1979), дочери петрографа А. Е. Лагорио. В 1921—1924 жил вместе с женой в Берлине. Здесь он вошёл в совет Дома искусств — союза деятелей русской литературы и искусства, основанный находящимися в Берлине русскими писателями и художниками. Основное время Исцеленнов посвящал занятиям книжной графикой —выполнил иллюстрации к изданиям «Пиковой дамы» А. С. Пушкина (1922), основал собственное книжное издательство «Трирема», в котором выпустил «Пляс Иродиады» А. М. Ремизова (1922), альбомы собственных рисунков рисунков «Московские типы» (1922) и «Берлинские уличные типы» (1923), автолитографированную книгу «Екклезиаст» (1923). Совместные выставки Н. И. и М. А. Исцеленновых прошли в Берлине, Мюнхене и Франкфурте-на-Майне. После Берлина супруги на некоторое время задержались в Праге, где провели совместную выставку графических работ (1924) и выполнили проект декораций к «Сказкам Гофмана» Ж. Оффенбаха в Пражской опере (1924). В Праге Исцеленнов сблизился с Сергеем Эфроном, учившимся в те годы на философском факультете Пражского университета, вместе с которым они пытались создать драматический театр-студию, где собирались ставить «Метель» Марины Цветаевой и «Царь Максимилиан» Алексея Ремизова. Идея не была осуществлена, однако в том же 1924 году Исцеленнов иллюстрировал обложку сборника стихов Цветаевой «Молодец».
В октябре 1925 года вместе с женой переехал во Францию и поселился в Париже. Работал инженером-архитектором и художником в различных компаниях, в том числе расписывал фарфоровые изделия в стиле русского модерна для фабрики князя Ф. Ф. Юсупова «Фолья». С конца 1920-х годов занимался проектированием и строительством православных храмов в городах Франции и Бельгии, отливкой церковных колоколов, росписью фресок и иконостасов. Живописные и графические работы Исцеленнова экспонировались на выставках русских художников в Брюсселе (1928), Париже (1931, 1935, 1948, 1951, 1959), Праге (1935).
В 1928 году вступил в основанное В. П. Рябушинским общество «Икона», задачами которого стали изучение и охрана древней иконы, сохранение иконописной традиции и восточнохристианского искусства, ознакомление западного мира с иконописанием. Исцеленнов стал старостой иконописной мастерской при обществе, читал лекции по церковному зодчеству и иконописи, участвовал в устраиваемых обществом выставках. В 1951 году его избрали председателем общества, в 1971 году — почётным председателем общества. В ноябре 1929 года стал масоном, получив посвящение в русской ложе «Гермес» Великой ложи Франции. Оставался членом ложи до 1936 года.
В 1939—1945 годах жил неподалёку от Авиньона и работал инженером на промышленной фирме «Пешинэ». После окончания войны вернулся в Париж. В последние годы жизни работал инженером строительного общества Кандаурова, исполнял расчёты для строительства Башни Монпарнас, проектировал гражданские сооружения.
В 1979 году вместе с женой поселился в Русском старческом доме в Сент-Женевьев-де-Буа, где скончался 14 февраля 1981 года. Похоронен на кладбище Сент-Женевьев-де-Буа.

## Проекты и постройки
- 1919 — проект рабочего посёлка при Подольском паровозоремонтном заводе, совместно с А. А. Меньшовым[10];
- 1919 — конкурсный проект крематория (премирован)[13];
- конец 1920-х — иконостас домовой церкви Знамения Божьей Матери, Париж[14];
- 1934 (проект), 1936—1950 (строительство) — Церковь Святого Иова Многострадального, Брюссель[3];
- 1934, 1978 (новый вариант) — иконостас церкви Святого Серафима Саровского, Париж[14].
- 1934 — проект иконостаса, утвари и подсвечников для русского католического прихода в Париже[15];
- 1934, 1950—1953 (выстроен заново) — Храм во имя благоверного князя Александра Невского и преподобного Серафима Саровского, Льеж[3];
- 1950-е — звонница Сергиевского подворья, Париж[14];
- 1950-е — иконостас церкви Святого Георгия при русском интернате для мальчиков Русского апостолата (ныне — церковь Воскресения Христова), Мёдон[14][16];
- 1950-е — храм в часовне принцессы Софии-Доротеи (будущей императрицы Марии Фёдоровны) в замке Монбельяр, Монбельяр[14][3].

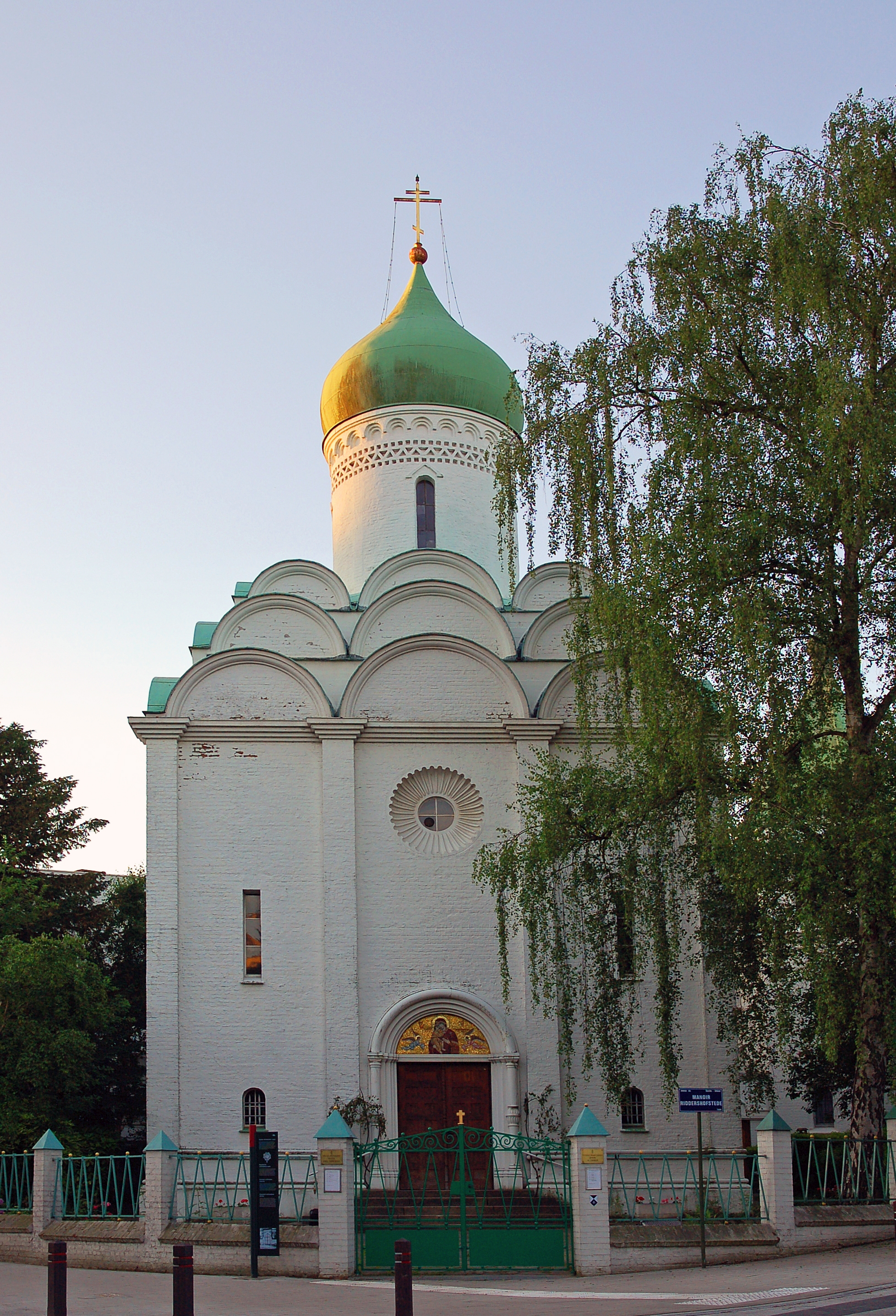
Церковь Святого Иова Многострадального
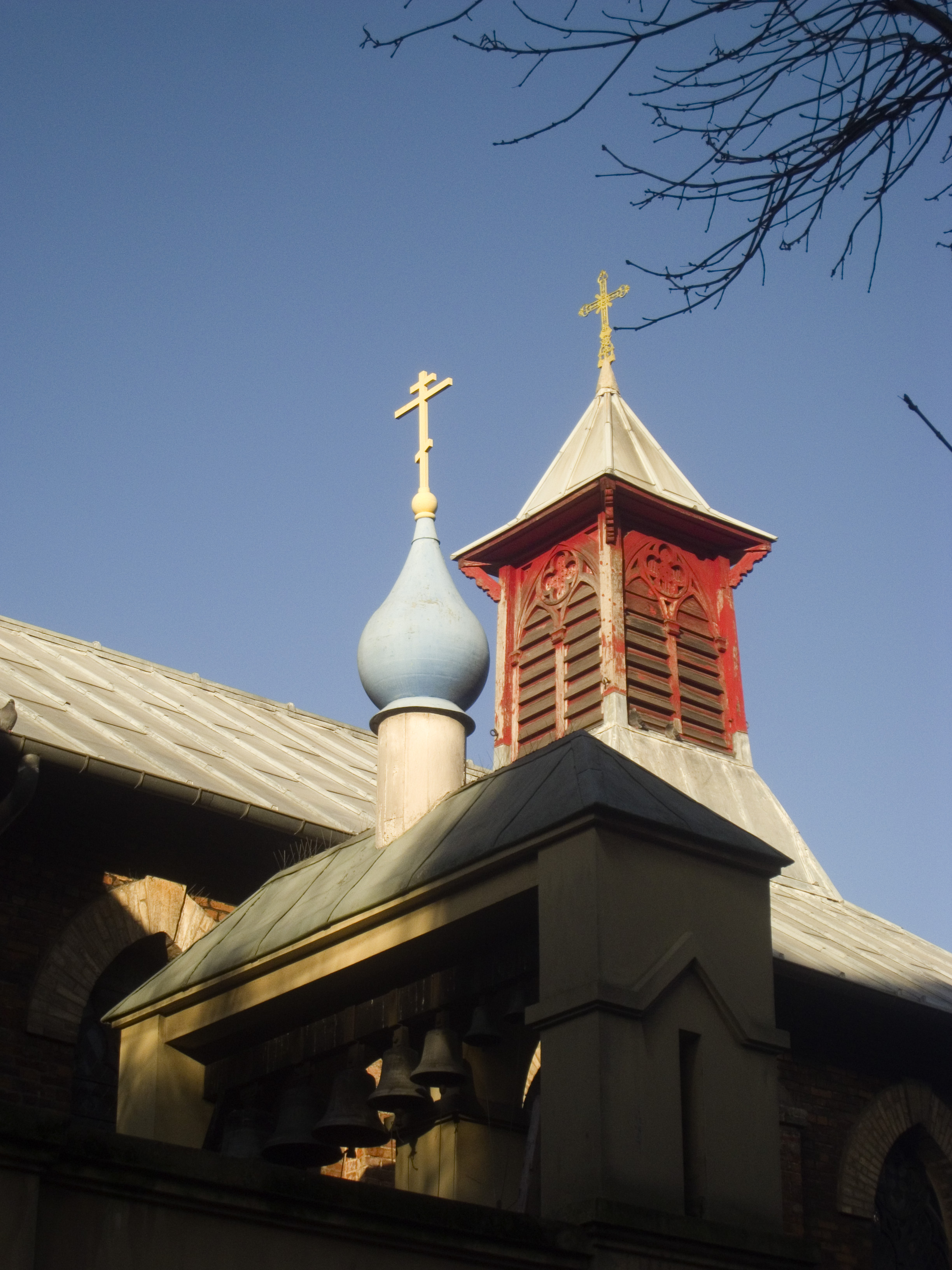
Звонница Сергиевского подворья
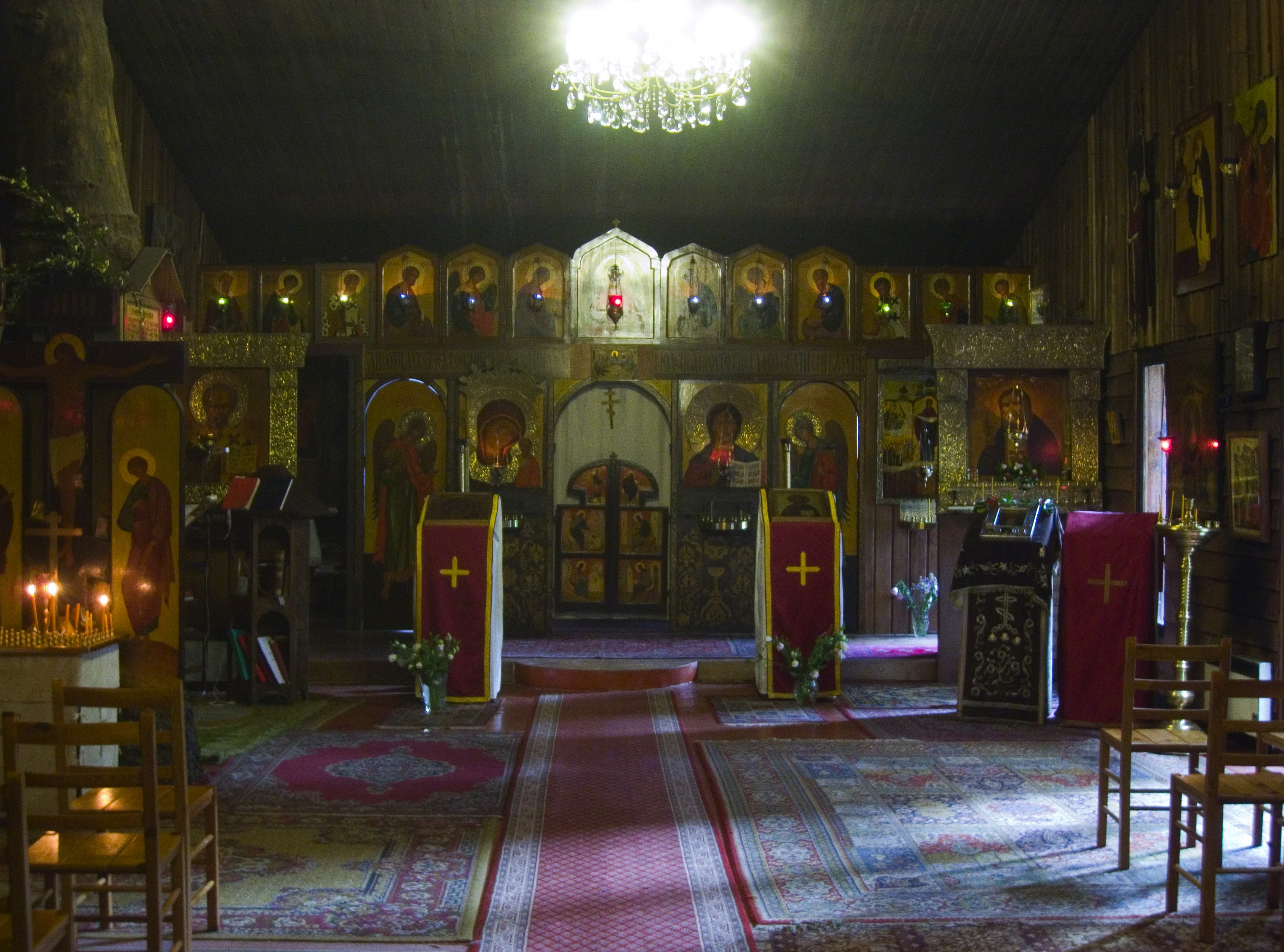
Иконостас церкви Святого Серафима Саровского